# Diocesi di Osnabrück
La diocesi di Osnabrück (in latino Dioecesis Osnabrugensis) è una sede della Chiesa cattolica in Germania suffraganea dell'arcidiocesi di Amburgo. Nel 2023 contava 533.400 battezzati su 2.216.854 abitanti. È retta dal vescovo Dominicus Meier, O.S.B.

## Territorio
La diocesi si estende nella Germania settentrionale, negli stati federati di Bassa Sassonia e di Brema. Il suo territorio corrisponde alla parte occidentale dell'antico regno di Hannover, ad ovest del fiume Weser.
Sede vescovile è la città di Osnabrück, dove si trova la cattedrale di San Pietro.
Il territorio è suddiviso in 208 parrocchie, raggruppate in 10 decanati.

## Storia
La diocesi fu eretta nel 772 ed è certamente la più antica diocesi fondata da Carlomagno, allo scopo di cristianizzare i territori della Sassonia appena conquistati. Originariamente la diocesi era suffraganea dell'arcidiocesi di Colonia. Il primo vescovo di Osnabrück fu san Wiho (785-804); il secondo vescovo fu Meginardo o Meingoz (804-833) che divenne il vero organizzatore della vita ecclesiastica della diocesi.
I territori di amministrazione della diocesi, un tempo di estensione ridotta, si ampliarono nel tempo, e i principi vescovi esercitarono un potere sempre maggiore, anche in campo giuridico. Durante la riforma protestante del XV secolo, Osnabrück non si schierò completamente con i cattolici, ma nemmeno abbracciò il protestantesimo. Questa situazione di instabilità si concluse con la Pace di Vestfalia del 1648, quando le parrocchie vennero divise tra le due religioni. Da allora i principi si alternarono tra vescovi cattolici e protestanti; i vescovi protestanti erano nominati dal vicino duca di Brunswick-Lüneburg ed erano membri cadetti della famiglia ducale.
L'ultimo principe vescovo di Osnabrück fu il luterano Federico Augusto di Hannover (1764-1803), sino alla maggiore età (1783) sotto la tutela del padre Giorgio III d'Inghilterra, re di Gran Bretagna e di Hannover. Federico venne creato vescovo quando aveva 197 giorni di vita.
Nell'ambito della secolarizzazione degli stati tedeschi, sancita dal Reichsdeputationshauptschluss del 1803, il principato ecclesiastico fu soppresso ed affidato allo stato di Hannover, della linea dei Brunswick-Lüneburg; il capitolo, e conventi e le istituzioni caritatevoli cattoliche vennero infine secolarizzati. Il territorio passò alla Prussia nel 1806, al Regno di Vestfalia nel 1807, all'impero napoleonico di Francia nel 1810, e ancora all'Hannover nel 1814. Klemens von Gruben, vescovo titolare di Paro, fu creato vicario apostolico e si preoccupò di dare un nuovo spirito alla religiosità cattolica della regione.

### La restaurazione della diocesi
Il 26 marzo 1824 la diocesi di Osnabrück divenne immediatamente soggetta alla Santa Sede per effetto della bolla Impensa romanorum pontificum di papa Leone XII. La stessa bolla, riconosciuta dal potere civile, imponeva temporaneamente un'unione in persona episcopi con la diocesi di Hildesheim, ma il vescovo avrebbe dovuto essere rappresentato nella città di Osnabrück da un vicario generale e da un vescovo ausiliare per i successivi trent'anni.
Questa diocesi era compresa nel Regno di Hannover, ed era composta dal distretto di Osnabrück e da quello di Aurich (eccetto Wilhelmshaven) e dalle parti dello Hannover ad ovest del fiume Weser. Nel 1910 venne eseguito un censimento: 12 decanati, 108 parrocchie, 153 stazioni pastorali, 271 sacerdoti del clero secolare e 12 del clero regolare, con un totale di 204.500 cattolici. Le uniche comunità religiose maschili erano quella dei cappuccini che avevano un convento a Klemenswerth e una Scuola apostolica dei maristi a Meppen. Gli ordini religiosi femminili comprendevano le benedettine, le borromeiane, le francescane, le orsoline e altre.
Come amministratore apostolico, il vescovo venne nominato anche vicario apostolico delle missioni della Germania settentrionale e prefetto apostolico dello Schleswig-Holstein. Il capitolo tenne sede nella cattedrale di Osnabrück, composto di un decano, sei canonici e quattro vicari, eletti a turno dal vescovo e dal capitolo.
A Clemente di Gruben succedette come vescovo ausiliare Carlo Antonio di Lüpke. Alla sua morte, Pio IX, con il consenso di Giorgio V di Hannover, elesse vescovo Paul Melchers di Münster il 3 agosto 1857.
Nel 1866 il territorio della diocesi passò, con l'intero regno di Hannover, alla Prussia; Melchers divenne arcivescovo di Colonia e lo stesso anno gli succedette Giovanni Enrico Beckmann (1866-1878), quindi dopo una sede vacante durata quattro anni la cattedra episcopale fu di Bernardo Höting (1882-1898). Il vescovo successivo (in carica sino al 1911), Hubert Voss, venne nominato il 12 aprile 1899.
Il 13 agosto 1930 con la bolla Pastoralis officii di papa Pio XI, che dava seguito al concordato con la Prussia del 1929, furono annesse alla diocesi la prefettura apostolica dello Schleswig-Holstein e molte aree protestanti del nord, appartenute al vicariato apostolico della Germania settentrionale, che fu contestualmente soppresso: Brema, Amburgo, la città libera di Lubecca, l'exclave di Lubecca del Libero Stato di Oldenburg, il Meclemburgo-Schwerin, il Meclemburgo-Strelitz e lo Schaumburg-Lippe. Con la stessa bolla, la diocesi, fino a quel momento immediatamente soggetta alla Santa Sede, fu resa suffraganea dell'arcidiocesi di Colonia.
In base alla convenzione stipulata tra la Santa Sede e la Bassa Sassonia il 26 febbraio 1965, che confermava gli articoli del concordato prussiano del 1929, il diritto di elezione dei vescovi di Osnabrück spetta al capitolo dei canonici della cattedrale, su una lista di tre nomi proposta dalla Santa Sede.
Il 23 luglio 1973 cedette la porzione del suo territorio soggetta alla Repubblica democratica a vantaggio dell'erezione dell'amministrazione apostolica di Schwerin.
Il 24 ottobre 1994 una porzione settentrionale della diocesi (Amburgo, Schleswig-Holstein e Meclemburgo) venne inclusa nell'arcidiocesi di Amburgo, di cui Osnabrück divenne suffraganea.

## Cronotassi dei vescovi
Si omettono i periodi di sede vacante non superiori ai 2 anni o non storicamente accertati.
- San Wiho (o Wicho) † (20 aprile 783 - 1º aprile 809 deceduto)
- Meginardo † (circa 810 - 13 aprile 829 deceduto)
- Goswin † (circa 829 - 845 deposto)
- San Gosberto † (845 - 11 aprile 860 deceduto)
- Ecberto † (860 - 1º febbraio 887 deceduto)
- Egilmaro † (887 - 3 aprile 906 deceduto)
- Bernardo † (906 - 918 deceduto)
- Dodo I † (7 novembre 921 - 14 giugno 949 deceduto)
- Drogo † (950 - 7 novembre 969 deceduto)
- Ludolfo † (970 - 31 marzo 978 deceduto)
- Dodo II † (978 - 12 aprile 996) con
  - Kuno † (978 - 980 deceduto)
- Günther † (996 - 24 novembre 1000 deceduto)
- Wodilulfo † (1001 - 17 febbraio 1003 deceduto)
- Dietmaro † (1003 - 18 giugno 1022 deceduto)
- Meginher † (27 luglio 1023 - 10 dicembre ? 1027 deceduto)
- Gozmar † (24 maggio 1028 - 10 dicembre 1036 deceduto)
- Alberico † (1037 - 19 aprile o 3 dicembre 1052 deceduto)
- Benno I (o Werner) † (1053 - 19 settembre 1067 deceduto)
- Benno II † (o Bernardo) † (22 novembre 1068 - 27 luglio 1088 deceduto)
- Marquardo † (1090 designato - 1092 deposto)
- Wicho † (1093 - 11 novembre 1101 deceduto)
- Giovanni † (1101 - 13 luglio 1110 deceduto)
- Gottschalk di Diepholz † (1110 - 1º gennaio 1119 deceduto)
- Dietardo † (11 aprile 1119 - 11 febbraio 1137 deceduto) con
  - Corrado † (1119 - 1125 deceduto)
- Udo di Steinfurt † (1137 - 28 giugno 1141 deceduto)
- Philipp von Katzenelnbogen † (1141 - 15 giugno 1173 deceduto) con
  - Wezel † (1141)
- Arnold von Altena † (1173 - 15 dicembre 1191 deceduto)
- Gerhard von Oldenburg-Wildeshausen † (1192 - 1216 dimesso)
- Sant'Adolfo von Tecklenburg, O.Cist. † (1216 - 30 giugno 1224 deceduto)
- Engelberto di Isenberg † (prima del 9 ottobre 1224 - aprile 1226 deposto)[5]
- Ottone † (maggio 1206 - 6 aprile 1227 deceduto)
- Corrado di Velber † (agosto 1227 - 30 dicembre 1238 deceduto)
- Engelberto di Isenberg † (17 maggio 1239 - 30 ottobre 1250 deceduto)
- Bruno di Isenberg † (1250 - 20 dicembre 1258 deceduto)
- Baldovino di Rüssel † (23 giugno 1259 - 13 febbraio 1264 deceduto)
- Widukind di Waldeck † (7 maggio 1265 - 18 novembre 1268 deceduto)
- Corrado di Rietberg † (1269 - 15 aprile 1297 deceduto)
- Ludovico di Ravensberg † (18 ottobre 1297 - 5 novembre 1308 deceduto)
- Engelberto di Weyhe † (1309 - 1320 deceduto)
- Gottfried von Arnsberg † (14 maggio 1321 - 13 giugno 1348 nominato arcivescovo di Brema)
- Giovanni Hoet † (27 luglio 1349 - 17 agosto 1366 deceduto)
- Melchiorre di Brunswick-Grubenhagen † (1368 - 17 ottobre 1375 nominato vescovo di Schwerin)
- Teodorico di Horne † (4 marzo 1377 - 19 gennaio 1402 deceduto)
- Enrico di Schaumburg-Holstein † (18 agosto 1402 - 1410 dimesso)
  - Ottone di Hoya † (15 luglio 1410 - 3 ottobre 1424 deceduto) (amministratore apostolico)
- Giovanni di Diepholz † (3 agosto 1425 - 29 marzo 1437 deceduto)
  - Enrico di Hoya † (4 novembre 1437 - 1441 deposto) (amministratore apostolico)
  - Enrico di Moers † (24 gennaio 1442 - 2 giugno 1450 deceduto) (amministratore apostolico)
  - Alberto di Hoya † (1º ottobre 1450 - 1454) (amministratore apostolico)
  - Rodolfo di Diepholz † (30 agosto 1454 - 24 marzo 1455 dimesso) (amministratore apostolico)
- Corrado di Diepholz † (15 dicembre 1455 - 23 marzo 1482 deceduto)
- Corrado di Rietberg † (11 novembre 1482 - 9 febbraio 1508 deceduto)
- Erich von Braunschweig-Grubenhagen † (6 settembre 1508 - 14 maggio 1532 deceduto)
- Franz von Waldeck † (16 agosto 1532 - 15 luglio 1553 deceduto)
- Johann von Hoya † (30 marzo 1554 - 5 aprile 1574 deceduto)
- Enrico di Sassonia-Lauenburg † (5 aprile 1574 - 3 maggio 1585 deceduto)
  - Bernhard von Waldeck † (25 maggio 1587 - 11 marzo 1591 deceduto) (vescovo protestante)
  - Filippo Sigismondo di Brunswick † (5 giugno 1591 - 19 marzo 1623 deceduto) (vescovo protestante)
- Eitel Friedrich von Hohenzollern-Sigmaringen † (2 ottobre 1623 - 19 settembre 1625 deceduto)
- Franz Wilhelm von Wartenberg † (27 gennaio 1627 - 1º dicembre 1661 deceduto)
  - Ernesto Augusto di Brunswick-Lüneburg † (1662 - 29 gennaio 1698 deceduto) (vescovo protestante)
- Carlo Giuseppe di Lorena † (27 settembre 1698 - 4 dicembre 1715 deceduto)[6]
  - Ernesto Augusto II di Hannover † (1716 - 14 agosto 1728 deceduto) (vescovo protestante)
- Clemente Augusto di Baviera † (23 dicembre 1728 - 6 febbraio 1761 deceduto)
  - Sede vacante (1761-1857)
  - Federico Augusto di Hannover † (27 febbraio 1764 - 10 novembre 1802 dimesso) (vescovo eletto)[7]
  - Karl Klemens von Gruben † (1803 - 4 luglio 1827 deceduto) (amministratore apostolico)
  - Karl Anton Lüpke † (5 luglio 1830 - 8 aprile 1855 deceduto) (amministratore apostolico)
  - Sede unita alla diocesi di Hildesheim (1855-1857)
- Paul Ludolf Melchers, S.I. † (3 agosto 1857 - 8 gennaio 1866 nominato arcivescovo di Colonia)
- Johannes Heinrich Beckmann † (22 giugno 1866 - 30 luglio 1878 deceduto)
  - Sede vacante (1878-1882)
- Johann Bernard Höting † (10 febbraio 1882 - 21 ottobre 1898 deceduto)
- Heinrich Hubert Aloysius Voß † (19 giugno 1899 - 3 marzo 1914 deceduto)
- Hermann Wilhelm Berning † (14 luglio 1914 - 23 novembre 1955 deceduto)
- Gerhard Franz Demann † (21 maggio 1956 - 27 marzo 1957 deceduto)
- Helmut Hermann Wittler † (22 luglio 1957 - 9 settembre 1987 dimesso)
- Ludwig Averkamp † (9 settembre 1987 succeduto - 24 ottobre 1994 nominato arcivescovo di Amburgo)
- Franz-Josef Hermann Bode (12 settembre 1995 - 25 marzo 2023 dimesso)
- Dominicus (Michael) Meier, O.S.B., dal 28 maggio 2024

## Statistiche
La diocesi nel 2023 su una popolazione di 2.216.854 persone contava 533.400 battezzati, corrispondenti al 24,1% del totale.
| anno | popolazione | popolazione | popolazione | presbiteri | presbiteri | presbiteri | presbiteri                | diaconi | religiosi | religiosi | parrocchie |
| anno | battezzati  | totale      | %           | numero     | secolari   | regolari   | battezzati per presbitero | diaconi | uomini    | donne     | parrocchie |
| ---- | ----------- | ----------- | ----------- | ---------- | ---------- | ---------- | ------------------------- | ------- | --------- | --------- | ---------- |
| 1949 | 910.043     | 6.820.723   | 13,3        | 709        | 689        | 20         | 1.283                     |         | 117       | 2.345     | 410        |
| 1969 | 897.262     | 7.424.740   | 12,1        | 919        | 737        | 182        | 976                       |         | 260       | 2.591     | 419        |
| 1980 | 890.627     | 6.600.800   | 13,5        | 787        | 582        | 205        | 1.131                     | 27      | 267       | 2.011     | 367        |
| 1990 | 879.759     | 5.915.049   | 14,9        | 698        | 528        | 170        | 1.260                     | 51      | 227       | 1.635     | 372        |
| 1999 | 584.270     | 2.053.129   | 28,5        | 409        | 332        | 77         | 1.428                     | 45      | 101       | 1.023     | 255        |
| 2000 | 581.599     | 2.098.994   | 27,7        | 402        | 326        | 76         | 1.446                     | 49      | 102       | 1.056     | 255        |
| 2001 | 581.001     | 2.106.921   | 27,6        | 397        | 333        | 64         | 1.463                     | 51      | 91        | 1.051     | 255        |
| 2002 | 582.542     | 2.106.921   | 27,6        | 416        | 336        | 80         | 1.400                     | 50      | 80        | 1.051     | 255        |
| 2003 | 582.183     | 2.106.921   | 27,6        | 399        | 328        | 71         | 1.459                     | 55      | 90        | 951       | 256        |
| 2004 | 580.615     | 2.106.921   | 27,6        | 392        | 320        | 72         | 1.481                     | 55      | 91        | 965       | 256        |
| 2013 | 569.400     | 2.150.000   | 26,5        | 341        | 294        | 47         | 1.669                     | 84      | 79        | 777       | 227        |
| 2016 | 563.873     | 2.148.174   | 26,2        | 326        | 274        | 52         | 1.729                     | 83      | 63        | 693       | 221        |
| 2019 | 552.990     | 2.195.446   | 25,2        | 301        | 242        | 59         | 1.837                     | 94      | 71        | 454       | 208        |
| 2021 | 539.935     | 2.205.740   | 24,5        | 280        | 228        | 52         | 1.928                     | 91      | 62        | 569       | 208        |
| 2023 | 533.400     | 2.216.854   | 24,1        | 264        | 217        | 47         | 2.020                     | 93      | 57        | 569       | 208        |